# Dusjevo
Dusjevo (bulgariska: Душево) är ett distrikt i Bulgarien.   Det ligger i kommunen Obsjtina Sevlievo och regionen Gabrovo, i den centrala delen av landet, 140 km öster om huvudstaden Sofia.
I omgivningarna runt Dusjevo växer i huvudsak lövfällande lövskog. Runt Dusjevo är det ganska glesbefolkat, med 36 invånare per kvadratkilometer.